# Callyspongia ternatensis
Callyspongia ternatensis är en svampdjursart som först beskrevs av Kieschnick 1896.  Callyspongia ternatensis ingår i släktet Callyspongia och familjen Callyspongiidae. Inga underarter finns listade i Catalogue of Life.